# نادي هكن
نادي هكن لكرة القدم (بالفرنسية: BK Häcken)‏ نادي كرة قدم سويدي يلعب في دوري الدرجة الممتازة. تم تأسيس النادي في سنة 1940.